# Wafande
W'afande Jolivel Zahor (født 21. januar 1983, Christiania), bedre kendt som Wafande, er en dansk reggae- og soulsanger og sangskriver. Wafande har desuden opstartet det engelsksprogede soulprojekt Black Dylan sammen med produceren Nuplex.

## Opvækst
Wafande er født i København som søn af en fransk-dansk mor og en tanzanisk-congolesisk-malawisk-omansk far og er opvokset på Christiania i København.[kilde mangler]
Da han var 8 år flyttede han med sin mor til Frankrig, hvor Wafande bl.a. spillede basketball for ungdomslandsholdet – inden han tog hjem for at udvikle sin musikalske karriere med Donkey Sound. Ifølge eget udsagn er han opkaldt efter sin farfar Wafande, der var høvding i en landsby i Tanzania – og navnet Wafande betyder "søn af en leder" eller "søn af en general" på arabisk. Kendere af det arabiske sprog kan dog afvise dette: ordet Wafande er ikke Arabisk, men sandsynligvis swahili (Det Arabiske ord General udtales فريق eller translitereret farīq). En etnologisk forklaring på udtalelsen er, at det i Tanzania er forbundet med høj status, at kunne påvise aner tilbage til de Arabiske koloniherrer på Zanzibar.

## Karriere
Wafande debuterede med singlen "Gi' mig et smil" den 23. maj 2011 på Universal Music. Singlen (og debut albummet) er produceret af Donkey Sound aka Fresh-I og Pharfar, og har ligget som #3 på den danske hitliste. Singlen modtog i oktober 2011 guld for 15.000 downloads og d. 7. december 2011 gik den platin på Streaming. Wafande udgav sit debutalbum, Du ved det den 22. august 2011. Albummet gæstes af Stine Kinck, Xander og Kaka. Nummeret med Xander "En Anden" gik platin d. 15. marts 2012 med over 1.800.000 streams
I 2013 medvirkede han i forestillingen Robin in the Hood på Nørrebro Teater sammen med komikerne Lasse Rimmer og Christian Fuhlendorff og danserne Sonic og Christel Stjernebjerg.
I 2014 medvirkede han i fjerde sæson af Toppen af Poppen.
Den 12. august 2019 skrev han på blandt andet Facebook og Instagram, at han stopper karrieren efter en ny plade og en sidste turné i sommeren 2020.
Den 22. februar 2020 udtalte han i et interview med podcasten Dråben, at han forsætter karrieren som mentor for unge kunstnere og blive sangskriver i både ind- og udland.
I 2020 deltog Wafande i sæson 17 af Vild med dans. Han dansede med den professionelle danser Mie Moltke, og parret endte på en 7.-plads.
I 2023 lagde han stemme til krabben Sebastian i Disneys genindspilning af "Den lille havfrue".

## Privatliv
I 2017 fik han en datter.
Han købte en lejlighed i København for 4,2 mio. kr i 2015. I 2018 kom det frem, at han skyldte 1,6 mio. kr. til SKAT, og at de derfor havde gjort udlæg i lejligheden, som blev sat til salg for knap 5 mio. kr.

## Diskografi

### Album
| Titel      | Albumdetaljer                                                          | Højeste placering | Certificering |
| Titel      | Albumdetaljer                                                          | Danmark           | Certificering |
| ---------- | ---------------------------------------------------------------------- | ----------------- | ------------- |
| Du ved det | - Udgivet: 22. august 2011 - Selskab: Universal - Format: CD, download | 4                 | - Guld        |
| Nyt land   | - Udgivet: 19. maj 2014 - Selskab: Universal - Format: CD, download    | 7                 |               |

### EP'er
- Grand Danois (2015)

### Singler
| År                                                               | Titel                              | Højeste placering | Højeste placering | Certificering                            | Album        |
| År                                                               | Titel                              | Download          | Streaming         | Certificering                            | Album        |
| ---------------------------------------------------------------- | ---------------------------------- | ----------------- | ----------------- | ---------------------------------------- | ------------ |
| 2011                                                             | "Gi' mig et smil" (featuring Kaka) | 3                 | 6                 | - Platin (download) - Platin (streaming) | Du ved det   |
| 2011                                                             | "Ny dag"                           | —                 | —                 |                                          | Du ved det   |
| 2011                                                             | "En anden" (featuring Xander)      | 19                | —                 | - Platin (streaming)                     | Du ved det   |
| 2012                                                             | "Uartig"                           | 6                 | 20                | - Guld (download) - Platin (streaming)   | Du ved det   |
| 2012                                                             | "Drik ud"                          | —                 | —                 |                                          | Du ved det   |
| 2014                                                             | "Django (klar på noget dumt)"      | 13                | —                 | - Guld (streaming)                       | Nyt land     |
| 2014                                                             | "Se mig i dag"                     | 40                | 7                 | - Guld                                   | Nyt land     |
| 2015                                                             | "Himlen for mig selv"              | —                 | —                 |                                          | Grand Danois |
| "—" markerer en udgivelse der ikke opnåede en hitlisteplacering. |                                    |                   |                   |                                          |              |